# Марани, Примо
Примо Марани (итал. Primo Marani; 9 декабря 1922, Сан-Марино — 10 января 2013, Борго-Маджоре) — капитан-регент Сан-Марино (1957 и 1980).

## Биография
Был участником движения Сопротивления, захвачен в плен немецкими солдатами, подвергался пыткам.
- 1945—1957 годах и на рубеже 1970—80-х годах — член Большого генерального совета,
- 1957 и 1980 годах — капитан-регент Сан-Марино.